# Bad Eilsener Kleinbahn
| Kursbuchstrecke (DB): | zuletzt 214h                                                                      |                                               |                                               |
| Kursbuchstrecke: | 193k (Bückeburg Hbf – Bad Eilsen 1934) 213h (Bückeburg Bf – Bad Eilsen Nord 1946) |                                               |                                               |
| Spurweite: | 1435 mm (Normalspur)                                                              |                                               |                                               |
| Stromsystem: | 600 Volt =                                                                        |                                               |                                               |
| |                                                                                   |                                               |                                               |
| \| \| \| Mindener Kreisbahnen, von Minden \| \| \| \| \| nach Kleinenbremen \| \| \| \| \| Klus \| \| \| \| \| Petzen \| \| \| \| \| Bahnstrecke Hannover–Minden \| \| \| \| 0,0 \| Bückeburg Bf Bahnhofsvorplatz ⊙ \| Bückeburg Bf Bahnhofsvorplatz ⊙ \| \| \| 1,0 \| Bückeburg Ost \| Bückeburg Ost \| \| \| 3,7 \| Ahnsen \| Ahnsen \| \| \| 3,8 \| Ahnsener Tunnel (120 m) \| Ahnsener Tunnel (120 m) \| \| \| 4,0 \| Wilhelmshöhe \| Wilhelmshöhe \| \| \| 5,0 \| Bad Eilsen Kurhaus ⊙ \| Bad Eilsen Kurhaus ⊙ \| \| \| \| Bahnstrecke Rinteln–Stadthagen von Stadthagen \| \| \| \| 5,7 \| Bad Eilsen ⊙ \| Bad Eilsen ⊙ \| \| \| \| Bahnstrecke Rinteln–Stadthagen nach Rinteln \| \| |                                                                                   |                                               |                                               |
| Strecke |                                                                                   | Mindener Kreisbahnen, von Minden              | Mindener Kreisbahnen, von Minden              |
| Abzweig ehemals geradeaus und nach rechts |                                                                                   | nach Kleinenbremen                            | nach Kleinenbremen                            |
| Bahnhof (Strecke außer Betrieb) |                                                                                   | Klus                                          | Klus                                          |
| Bahnhof (Strecke außer Betrieb) |                                                                                   | Petzen                                        | Petzen                                        |
| Abzweig geradeaus und von links (Strecke außer Betrieb) |                                                                                   | Bahnstrecke Hannover–Minden                   | Bahnstrecke Hannover–Minden                   |
| Bahnhof (Strecke außer Betrieb) | 0,0                                                                               | Bückeburg Bf Bahnhofsvorplatz ⊙               | Bückeburg Bf Bahnhofsvorplatz ⊙               |
| Bahnhof (Strecke außer Betrieb) | 1,0                                                                               | Bückeburg Ost                                 | Bückeburg Ost                                 |
| Haltepunkt / Haltestelle (Strecke außer Betrieb) | 3,7                                                                               | Ahnsen                                        | Ahnsen                                        |
| Tunnel (Strecke außer Betrieb) | 3,8                                                                               | Ahnsener Tunnel (120 m)                       | Ahnsener Tunnel (120 m)                       |
| Haltepunkt / Haltestelle (Strecke außer Betrieb) | 4,0                                                                               | Wilhelmshöhe                                  | Wilhelmshöhe                                  |
| Haltepunkt / Haltestelle (Strecke außer Betrieb) | 5,0                                                                               | Bad Eilsen Kurhaus ⊙                          | Bad Eilsen Kurhaus ⊙                          |
| Abzweig ehemals geradeaus und von links |                                                                                   | Bahnstrecke Rinteln–Stadthagen von Stadthagen | Bahnstrecke Rinteln–Stadthagen von Stadthagen |
| Bahnhof | 5,7                                                                               | Bad Eilsen ⊙                                  | Bad Eilsen ⊙                                  |
| Strecke |                                                                                   | Bahnstrecke Rinteln–Stadthagen nach Rinteln   | Bahnstrecke Rinteln–Stadthagen nach Rinteln   |

Die Bad Eilsener Kleinbahn GmbH (BEK) betrieb eine elektrische normalspurige Kleinbahn (siehe auch: Überlandstraßenbahn), die am Nordhang des Harrl von Bückeburg nach Bad Eilsen fuhr. Die Anteile der GmbH gehörten dem Fürstenhaus von Schaumburg-Lippe und dem Gesamtbergamt Obernkirchen. Der Spitzname Eilser Minchen leitet sich von Fürstin Hermine zu Schaumburg-Lippe (1827–1910), der in der Bevölkerung beliebten Großmutter des damaligen Fürsten von Schaumburg-Lippe, her, die wenige Jahre vor dem Bau der Bahnstrecke gestorben war.

## Geschichte
Der Bückeburger Verein für Handel und Gewerbe begann 1912 mit den Planungen für einen Eisenbahnanschluss Bückeburgs an das Hinterland. Die Vorschläge wurden der Fürstlichen Hofkammer unterbreitet. Nachdem Fürst Adolf 1916 beschlossen hatte, eine Eisenbahn zwischen Bückeburg und Bad Eilsen zu errichten, konnte diese Strecke am 15. Mai 1918 eingeweiht werden. Man war der Meinung, das fürstliche Bad Eilsen benötige einen Anschluss an das nationale Eisenbahnnetz, damit das aufstrebende Bad im Reigen der deutschen Heilbäder besser mitspielen könne. Am 29. Juli 1919 wurde eine Verlängerung im Westen nach Westfalen über Meißen nach Minden mit Anschluss an die Mindener Kreisbahnen (Schmalspurbahn) gebaut. Die sechs Kilometer lange Strecke Bückeburg – Minden Stadt wurde am 29. Juli 1919 eröffnet und aus Rentabilitätsgründen bereits 1922 wieder geschlossen und demontiert. Ebenfalls 1919, am 1. Oktober, wurde der Anschluss zur Bahnstrecke Rinteln–Stadthagen von Bad Eilsen Kurhaus eröffnet.

Triebwagen T 202 & T203, Ansicht

Da es Probleme mit den teils gebraucht erworbenen Dampflokomotiven gab, wurden von der Preußischen Staatsbahn zwei Akku-Triebwagen vom Typ AT1 gekauft, die den Verkehr übernahmen. 1925 wurde die Strecke Bückeburg – Bad Eilsen mit 600 V Gleichstrom elektrifiziert; der elektrische Betrieb wurde 1926 aufgenommen. Dazu erhielten die Triebwagen Lyra-Bügel.
Während des Zweiten Weltkrieges wickelte die Bahn den Werksverkehr der in Bad Eilsen ansässigen Entwicklungs- und Konstruktions-Abteilungen des Flugzeugherstellers Focke-Wulf ab. Die Kleinbahn überstand den Krieg ohne Schäden und Verluste. Bad Eilsen gehörte nach Kriegsende zur britischen Besatzungszone und war bis 1954 Hauptquartier der britischen Luftwaffe Royal Air Force (RAF) in Deutschland. Zu diesem Zweck wurde ein Flugplatz in Achum bei Bückeburg errichtet, dessen Materialtransporte von der Bad Eilsener Kleinbahn übernommen wurden. Bis zur Verlegung des RAF-Hauptquartiers profitierte die Gesellschaft sehr von den Einnahmen, die durch die Besatzungskräfte entstanden und nach deren Abzug der BEK fehlten. Durch das britische Militär wurden die Gleise der BEK auch öfters von den als „Fliegende Kölner“ bekannten Schnelltriebwagen SVT 137 befahren, die in der Nachkriegszeit an die Alliierten vermietet wurden.

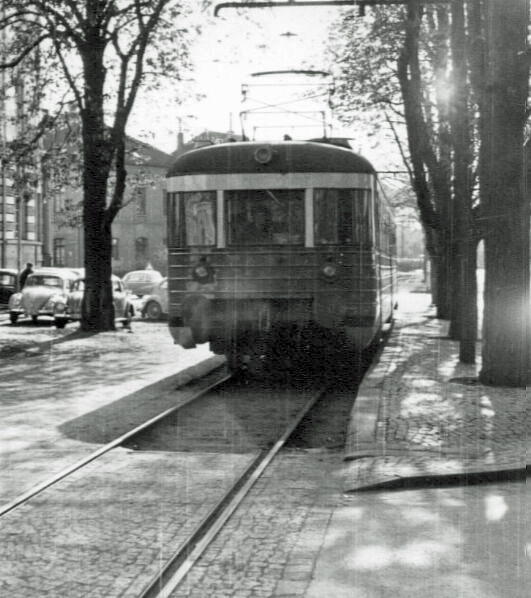
ET 204 der BEK vor dem Bahnhof von Bückeburg

1950 wurde von der Niedersächsischen Waggonfabrik Joseph Graaff in Elze ein neuer Triebwagen als Ersatz für die beiden veralteten Vorgänger geliefert. Der knapp 18½ Meter lange, als ET 204 bezeichnete Triebwagen war eine kleine Sensation, stellte er doch „den ersten nach dem 2. Weltkrieg in einer Waggonfabrik gebauten Triebwagen für eine nicht bundeseigene Eisenbahn dar.“
In den Folgejahren sank insbesondere durch die zunehmende Motorisierung der Bevölkerung die Auslastung der Kleinbahn. Der ET 204 verblieb zudem als einziges Triebfahrzeug, das sowohl Personen- als auch Güterverkehr zu leisten hatte; alle anderen wurden aufgrund ihres hohen Alters ausgemustert. Zwar wurde über die Anschaffung eines weiteren Triebwagens nachgedacht, doch die finanzielle Lage ermöglichte eine solche Investition nicht mehr. Über mehrere Jahre fuhr die Kleinbahn Verluste im unteren sechsstelligen Bereich ein. 1960 wurden 422.000 Personen und 10.000 t Güter befördert. Die Betriebsführung wurde 1961 an die Deutsche Eisenbahn-Gesellschaft (DEG) übertragen, die örtliche Betriebsleitung übernahm die ebenfalls der DEG unterstehende Rinteln-Stadthagener Eisenbahn.
Am 30. Juni 1966 wurde der Schienenverkehr auf der Strecke Bückeburg – Bad Eilsen relativ überraschend beendet. Zuvor waren bereits seit den 1950er Jahren umfangreiche Rationalisierungs- und Sparmaßnahmen erfolgt. Für deutschlandweite Schlagzeilen sorgte der Umstand, dass vier Monate vor Einstellung des Schienenverkehrs noch ein neues Empfangsgebäude für den Haltepunkt Bad Eilsen Kurhaus eingeweiht wurde und erst bei der Eröffnungsansprache die Schließungspläne für die Strecke bekannt gegeben wurden.
Der Abschnitt Bückeburg – Bückeburg Ost wurde auch über die Stilllegung hinaus als Anschlussgleis für einige Industriebetriebe genutzt. Dieser Abschnitt wurde erst zehn Jahre später stillgelegt und abgebaut.

## Verlauf

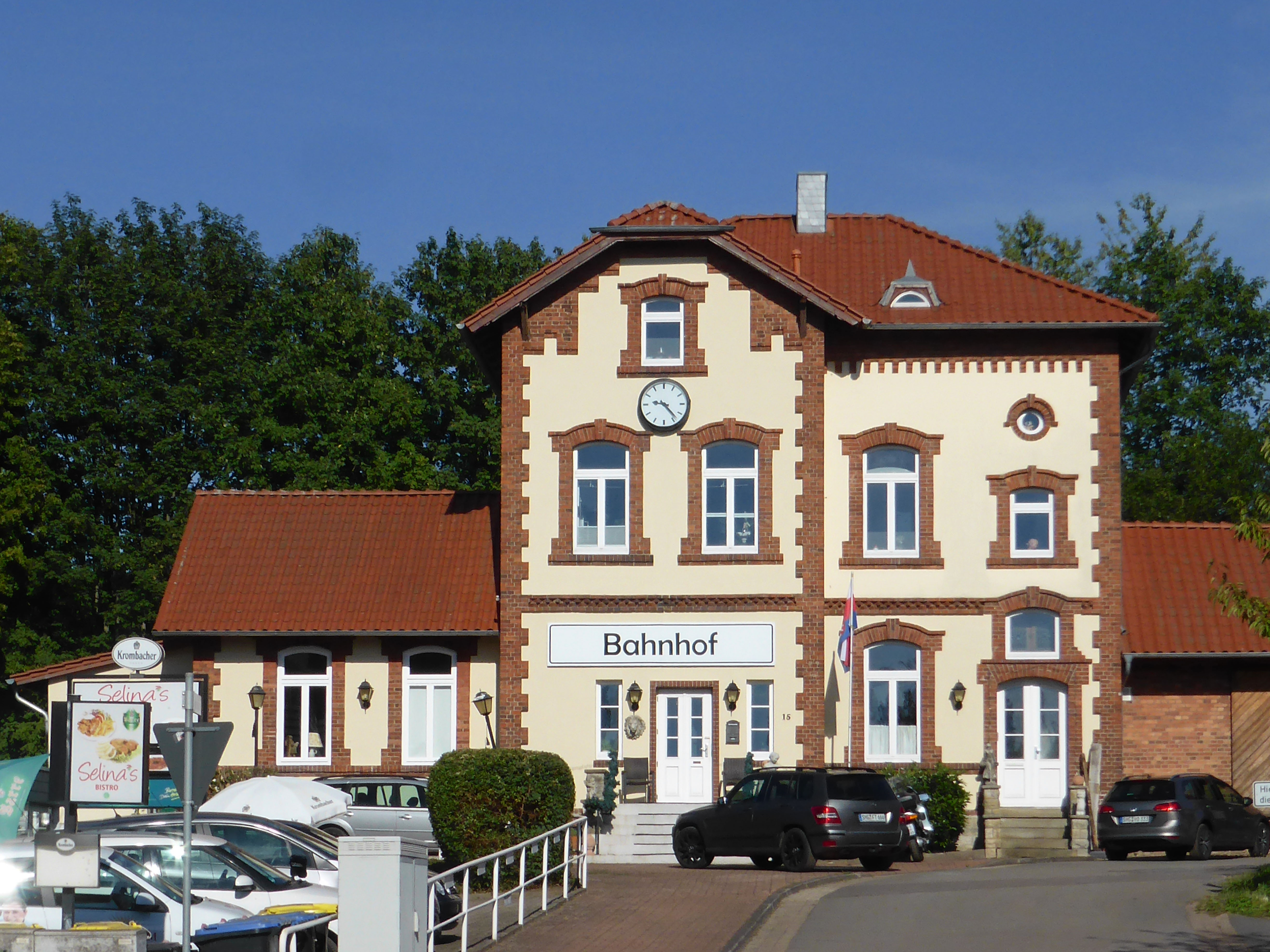
Ehemaliger Bahnhof Bad Eilsen

Die Strecke Bückeburg – Bad Eilsen (6,0 km) begann auf dem Bahnhofsvorplatz in Bückeburg, verlief dann durch die Gemarkung Jetenburg (dieser Ort ist in der Stadt Bückeburg aufgegangen) zum Bückeburger Ostbahnhof, in dessen Gebäude sich heute die Gaststätte „Minchen“ befindet. Nach einem weiteren Halt in Ahnsen durchquerte die Eisenbahn einen 120 Meter langen Tunnel (Nordportal seit den 1970er-Jahren zugeschüttet) unter der Ahnser Straße und dem inzwischen abgerissenen Gasthaus Wilhelmshöhe, wo sich ebenfalls ein Haltepunkt befand. Vorletzte Station vor Bad Eilsen war der oben genannte Bahnhof Bad Eilsen Kurhaus.
Die Weiterführung von Bückeburg nach Minden (6,0 km) mündete bei Notthorn in die Schmalspurstrecke der Mindener Kreisbahnen. Die Bad Eilsener Kleinbahn verlegte dort bis zum Bahnhof Minden Stadt eine dritte Schiene. Ursprünglich war eine Streckenführung über Grille zum Staatsbahnhof Minden geplant, hierfür erteilte die Stadt Minden jedoch wegen eigener Straßenbahnplanungen keine Genehmigung.

## Verbleib des ET 204

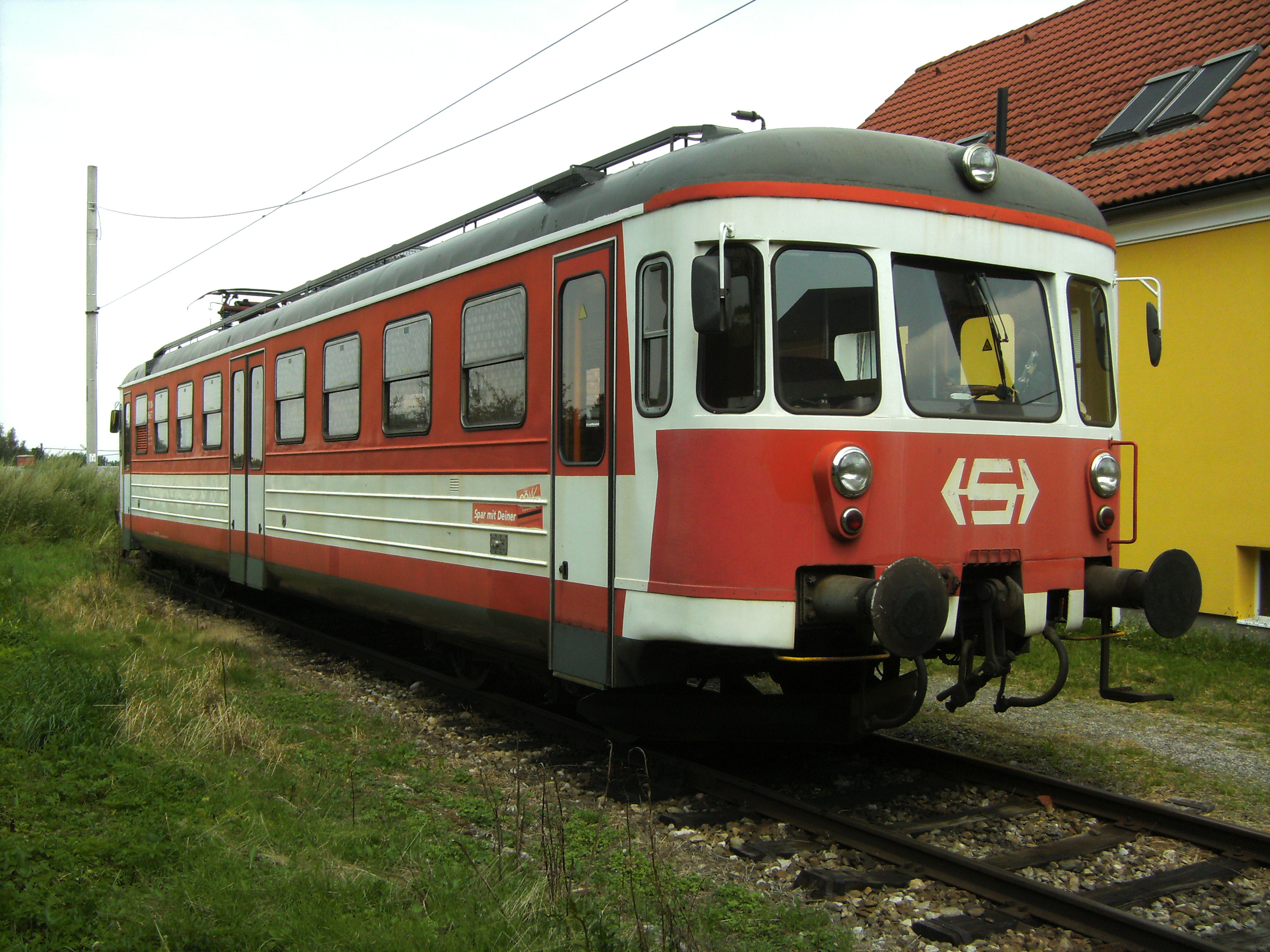
Ehemaliger ET 204 der BEK als ET 24.104 im Bahnhof Haag am Hausruck, 30. Juli 2009

Nach der Einstellung des Verkehrs auf der Bad Eilsener Kleinbahn wurde der ET 204 1967 für 12.000 DM nach Österreich an die Montafonerbahn verkauft, wo er unter der Bezeichnung ET 10.101 lief. Bei einer Adaptierung für seinen neuen Einsatzort erhielt er unter anderem einen Einholm-Stromabnehmer und ein Hilfsaggregat zum fahrdrahtunabhängigen Fahren im Bahnhof Bludenz. Außerdem wurde die Getriebeübersetzung geändert. Nach dieser Ertüchtigung wurde die zulässige Höchstgeschwindigkeit von 40 km/h auf 75 km/h erhöht.
Seit 1991 war der ET 204 im Besitz der Stern & Hafferl Verkehrsgesellschaft und versah als ET 24.104 auf der Bahnstrecke Lambach–Haag am Hausruck seinen Dienst. Wegen der nicht mehr ganz zeitgemäßen Zugsicherungseinrichtung durfte er auf der anschließenden Westbahn nur unter Auflagen fahren und pendelte deshalb meist nur zwischen Gaspoltshofen und Haag am Hausruck. Nach Stilllegung der Strecke wurde der Triebwagen im Februar 2012 verschrottet.

## Heutiger Verkehr
Heute betreibt die Busverkehrsgesellschaft Rottmann & Spannuth Omnibusverkehre GmbH (Seit Dezember 2021  Firmenbezeichnung: Reisen, Service, Omnibusbetriebe) unter dem Namen der BEK (Bad Eilsener Kleinbahn) die Buslinie Bad Eilsen – Bückeburg und eine innerstädtische Linie in Bückeburg. 